# Camins de Ferro de Barcelona a Girona
Camins de Ferro de Barcelona a Girona més tard anomenada Camins de Ferro de Barcelona a França per Figueres fou la companyia ferroviària catalana que uní Girona i Barcelona mitjançant el ferrocarril. Es creà el 1862 mitjançant la fusió de les companyies: Camins de Ferro de Barcelona a Granollers amb la Companyia del Ferrocarril de Barcelona a Mataró. El 1875 es fusionà amb Companyia del Ferrocarril de Tarragona a Martorell i Barcelona i crearen la Companyia dels Ferrocarrils de Tarragona a Barcelona i França.

## Història
La companyia Camins de Ferro de Barcelona a Granollers després d'inaugurar l'arribada del ferrocarril a Granollers el 23 de juliol de 1854 ja havia demanat la concessió per allargar la línia cap a Girona. Però topà amb la Companyia del Ferrocarril de Barcelona a Mataró que tenia les mateixes intencions, creant diverses pugnes entre les dues companyies.
Com que no es posaven d'acord, el juliol de 1857 el govern va dictaminar que les dues línies s'uníssim a la Rambla de Santa Coloma (després anomenat L'empalme i ara es coneix com a Maçanet-Massanes), i a partir d'aquí cadascun construís la meitat fins a Girona. Aquest dictamen obligava a les dues companyies fer-se la competència, per evitar-ho i en veure l'impuls de les seves accions en obtenir la concessió conjunta, van començar les negociacions per fusionar-se.
El novembre de 1861 enviaven l'expedient de fusió i es va fer efectiu el juliol de 1862 així creant-se Camins de Ferro de Barcelona a Girona.
Mestrestant les dues companyies ja havien unit les xarxes a la Rambla de Santa Coloma a l'agost 1861 i la inauguració del tram Granollers - L'empalme (Rambla de Santa Coloma, Maçanet-Massanes) fou el 26 d'agost de 1861.
Finalment 26 de gener de 1862 arribava el primer tren a Girona procedent de Barcelona.

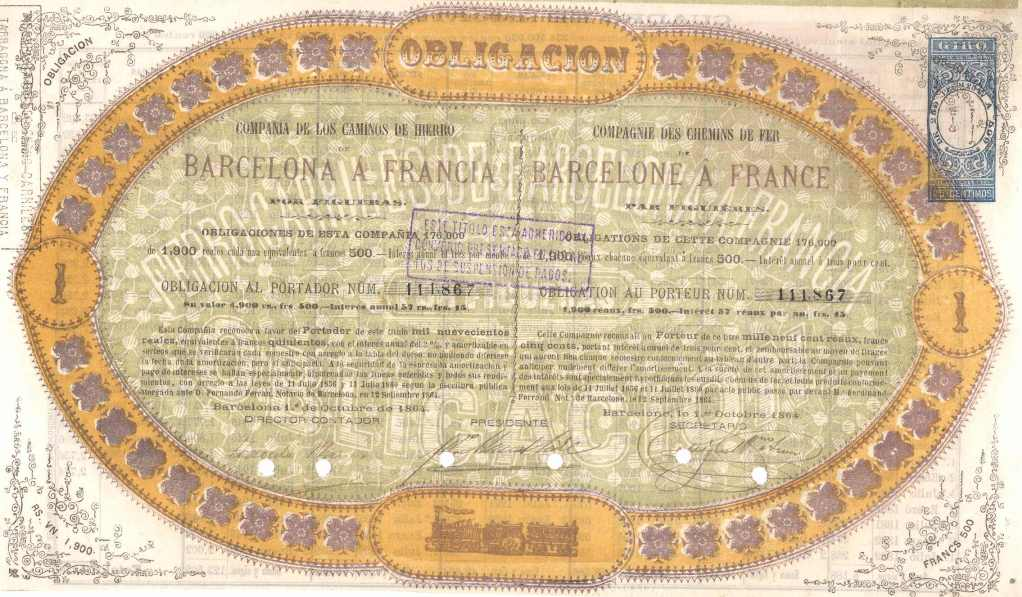
Obligació de la companyia quan s'anomenava Camins de Ferro de Barcelona a França per Figueres, any 1864

Aleshores la companyia es plantejava arribar fins a França i Figueres. L'1 d'agost de 1863 se'ls va concedir el tram fins a Figueres i més tard el de Figueres amb el Coll dels Belitres per això es canvià el nom a Camins de Ferro de Barcelona a França per Figueres.
Però les obres no avançaven a bon ritme, cal remarcar que les obres eren sense subvenció. Com que anaven tan lentes les obres no era possible acabar-les en el termini establert per la concessió. Així la junta general d'accionistes el 1871 va decidir que els abonessin les obres fetes, escindir la concessió i retornar al nom anterior de la companyia (Camins de Ferro de Barcelona a Girona). Així doncs, l'empresa va vendre les obres del tram Girona-França a Credit Mobilier.
El 18 d'octubre de 1870 Camins de Ferro de Barcelona a França per Figueres i Companyia del Ferrocarril de Tarragona a Martorell i Barcelona firmaren amb Credit Mobilier que ambdues companyies es fusionarien i construirien el ferrocarril de Girona a Figueres i la frontera francesa.
El 10 de desembre del 1875 es fundà Companyia dels Ferrocarrils de Tarragona a Barcelona i França.